# Antoine Dupré (joaillier)
 (novembre 2018).
- Si vous ne connaissez pas le sujet, laissez ce bandeau (vous pouvez alors contacter les auteurs).
- Si vous supprimez le contenu mis en cause (vous pouvez préalablement contacter les auteurs),

argumentez précisément cette suppression dans la page de discussion
(un manque de référence n'est pas un argument ; une recherche réelle de référence doit avoir été effectuée, être formellement documentée).
 (mars 2010).
Si vous disposez d'ouvrages ou d'articles de référence ou si vous connaissez des sites web de qualité traitant du thème abordé ici, merci de compléter l'article en donnant les références utiles à sa vérifiabilité et en les liant à la section « Notes et références ».
 (avril 2014).
Améliorez-le ou discutez des points à vérifier. 
Pour les articles homonymes, voir Antoine Dupré et Dupré.
Antoine Dupré (parfois orthographié Després), joaillier français, né le 17 janvier 1723 à Saint-Laurent-en-Beaumont (Isère) et mort le 20 novembre 1772 à Grenoble.
Il découvrit par hasard un nouveau feu grégeois, et communiqua sa découverte à Louis XV (1759). Les effets en étaient si terribles que, par humanité, le roi préféra ensevelir ce secret dans l'oubli, et acheta le silence de Dupré en lui donnant une pension de 2 000 livres.

## Biographie
C'est un garçon intelligent et doué pour le travail manuel que ses parents décidèrent de placer dès l'âge de dix ans en apprentissage chez un orfèvre de Gap où il resta pendant huit années consécutives. 
Puis, il part à Grenoble où il trouve un emploi chez un orfèvre installé dans la Grand-Rue, M. Millerand. Très vite, il se prend de passion pour la réalisation de faux diamants en quartz, avec lesquelles il confectionnait de superbes bijoux appréciés des élégantes dauphinoises. C'est là qu'un jour de l'année 1759, il eut l'idée de fondre des cristaux de roches pour les mouler ensuite afin de réaliser des bijoux d'un nouveau style. C'est au cours de la manipulation qu'il vit jaillir des flammes que rien ne put éteindre, pas même l'eau jetée dessus.
Sans doute en faisant fondre ensemble différentes pierres renfermant du salpêtre et du bitume (rentrant très probablement dans la composition de l'antique feu grégeois), Dupré avait-il presque redécouvert la formule chimique de la redoutable arme de l'Empire byzantin.
Reproduisant l'expérience à plusieurs reprises, il mesura alors la force destructrice d'un tel procédé, et n'hésita pas à prendre la direction de Paris pour y rencontrer le maréchal de Belle-Isle, alors secrétaire d'État à la Guerre, afin de lui soumettre sa découverte « propre à détruire la marine britannique », la France étant alors en pleine guerre de Sept Ans contre notamment le Royaume de Grande-Bretagne.
Vivement intéressé, le ministre du roi fit reproduire dans le plus grand secret l'expérience dans les carrières de Belleville et sur le canal de Versailles au Havre, devant les yeux éberlués du duc d'Harcourt, lieutenant général du royaume, le séjour du jeune dauphinois dans la capitale étant entièrement à la charge de l'État.
Cependant, le roi Louis XV fut mis au courant des différentes expériences en cours et convoqua Dupré dans son bureau. Le jeune orfèvre s'exécuta, apportant avec lui les mémoires et autres plans que le souverain lui avait demandés. Ce dernier les jeta au feu devant Dupré, sans même se donner la peine de les lire. Il lui accorda cependant une pension de 2 000 livres tournois et le Cordon de l'Ordre de Saint-Michel, tout en lui interdisant formellement, « sous peine sévère », de révéler à quiconque son terrible secret…
Extrêmement vexé, Dupré s'en retourna à Grenoble et reprit son métier à son propre compte, ouvrant d'abord un petit local dans la Rue Marchande, puis un autre Place aux Herbes, et enfin un troisième plus spacieux Rue du Palais. Il fut néanmoins surveillé en permanence par deux agents du roi, afin qu'il ne divulguât son secret à personne. Il en fut d'ailleurs cruellement affecté.
Il mourut une dizaine d'années plus tard, sans que l'on ne sût réellement les circonstances de son décès. On[Qui ?] croit même que sa mort fut précipitée afin que son secret soit enseveli dans sa tombe.

## Source
Cet article comprend des extraits du Dictionnaire Bouillet. Il est possible de supprimer cette indication, si le texte reflète le savoir actuel sur ce thème, si les sources sont citées, s'il satisfait aux exigences linguistiques actuelles et s'il ne contient pas de propos qui vont à l'encontre des règles de neutralité de Wikipédia.
- Claude Muller, Les mystères du Dauphine, Clermont-Ferrand, De Borée, 2001, 423 p. (ISBN 978-2-84494-086-5), p. 85-89.